# Sorrejat amb gel

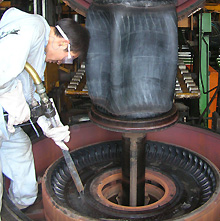
Sorrejat amb gel fet servir per netejar un motlle per cautxú

El sorrejat amb gel és una forma de neteja amb diòxid de carboni, on el gel sec, la forma sòlida del diòxid de carboni, s'accelera en un corrent d'aire a pressió i es dirigeix a una superfície per netejar-la.
El mètode és similar a altres formes de sorrejat com el que fa servir abrasius com la sorra, bales de plàstic, vidre esmicolat o altres però fent servir gel sec. El sorrejat amb gel sec és no abrasiu, no conductor, no inflamable i no tòxic.
El sorrejat amb gel és un mètode eficaç de neteja. El gel sec està fet de diòxid de carboni recuperat que s'ha produït amb altres processos industrials i és un mitjà aprovat per l'EPA, la FDA i l'USDA. També redueix o elimina l'exposició dels treballadors a l'ús d'agents químics per a la neteja.
En comparació amb altres mètodes de sorrejat, el sorrejat amb gel sec no crea residus secundaris ni químics a mesura que el gel sec es sublima, o torna a convertir-se en un estat gasós, quan toca la superfície que s'està netejant. El sorrejat amb gel sec no requereix de la neteja posterior del mitjà fet servir. Els productes de rebuig, que inclouen només la resta dels materials netejats, es poden escombrar, aspirar o rentar en funció del tipus d'element.

## Mètode

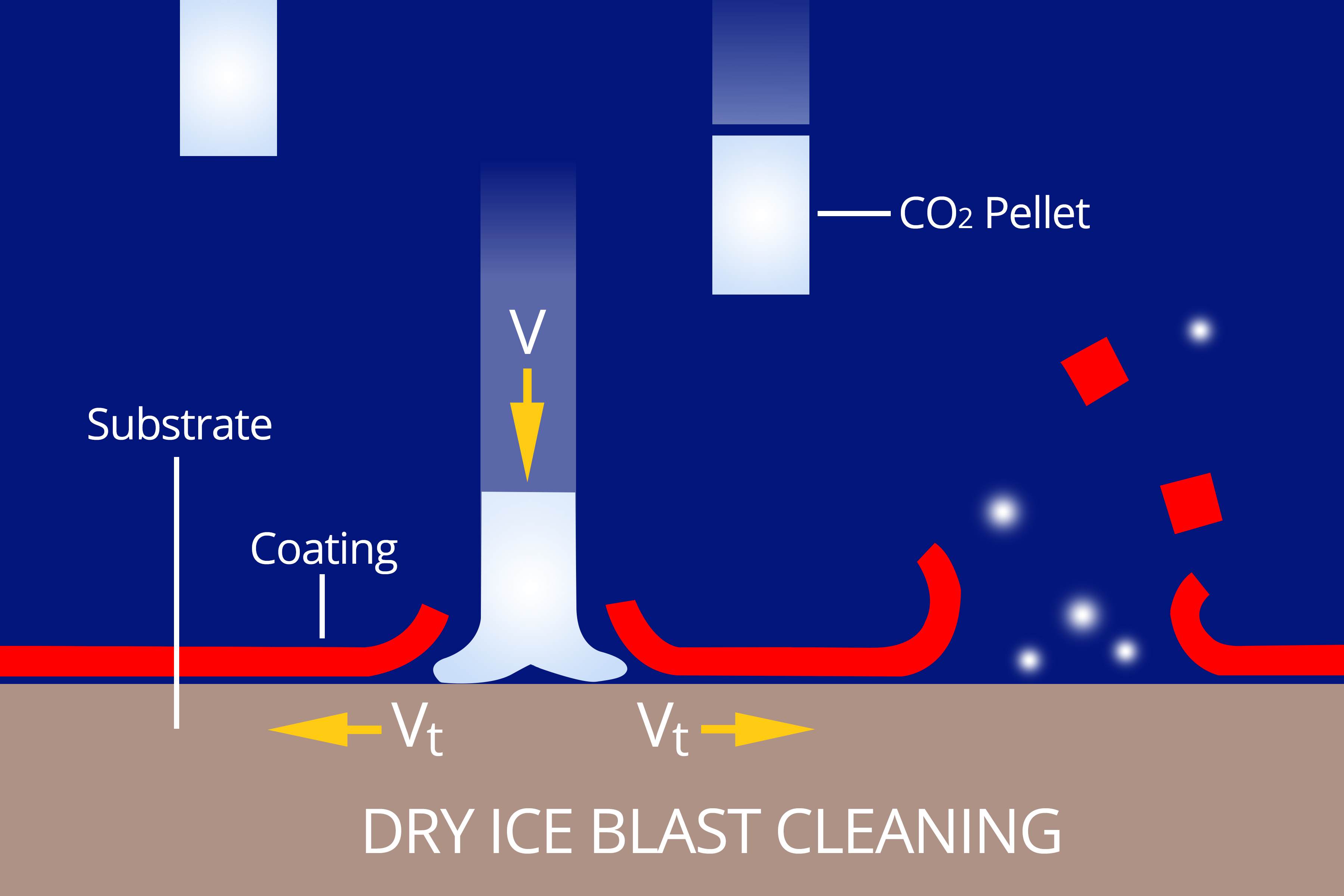
Il·lustració del sorrejat amb gel sec

El sorrejat amb gel implica propulsar bales de gel sec a velocitats extremadament altes. Les bales de gel sec són bastant suaus i molt menys denses que altres mitjans fets servir en la neteja per sorrejat (és a dir, sorra o bales de plàstic). En l'impacte, les bales es sublimen gairebé immediatament, transferint una energia cinètica mínima a la superfície en l'impacte i produint una abrasió mínima. El procés de sublimació absorbeix un gran quantitat d'escalfor de la superfície a netejar, produint una tensió tallant a causa del xoc tèrmic. Es suposa que això millora la neteja, ja que s'espera que la capa superior de brutícia o contaminant transfereixi més calor que el substrat subjacent i s'escampi més fàcilment. L'eficiència i eficàcia d'aquest procés depèn de la conductivitat tèrmica del substrat i del contaminant. El ràpid canvi d'estat de sòlid a gas també provoca ones de xoc microscòpiques que també es pensa que ajuden a eliminar el contaminant.

## Equipament
El gel sec utilitzat pot ser en forma de bales sòlides o aconseguides a partir d'un bloc de gel més gran. Quan s'obtenen a partir d'un bloc de gel es produeix un mitjà menys dens i és més delicat que el sistema de bales sòlides. A més, les bales es poden fer comprimint neu de gel sec o utilitzant dipòsits de CO2 líquid. El gel sec fet amb neu comprimida es trenca més fàcilment i no és tan agressiu per a la neteja.
La tecnologia de sorrejat de gel sec es remunta al sorrejat convencional. Les diferències entre una màquina de sorrejat abrasiu i una màquina de sorrejat de gel sec es troben en la manera com es maneguen els mitjans. A diferència de la sorra o altres mitjans, el gel sec s'utilitza generalment en la seva temperatura de sublimació. Altres diferències inclouen sistemes per evitar que el gel formi embussos semblants a boles de neu i l'ús de materials que permeten el funcionament a temperatures molt baixes.
Hi ha dos mètodes de sorrejat amb gel sec: amb una mànega i amb dues mànegues. El sistema de mànega única és més agressiu per la neteja, ja que les partícules s'acceleren a velocitats més ràpides.
El sorrejat de gel sec de dues mànegues es va desenvolupar abans que el sistema d'una mànega. L'enfocament del sorrejat amb gel sec de dues mànegues és molt similar al sistema de sorrejat abrasiu amb succió. En un de les mànegues s'insufla aire comprimit mentre que les bales de gel són succionades per una segona mànega per l'efecte venturi. En comparació amb el sistema d'una sola mànega, el sistema de dues mànegues llença les partícules de gel amb menys força (aproximadament un 5% menys). Per la mateixa quantitat d'aire comprimit, els sistemes de dues mànegues calen estar a menys distància vertical entre la màquina i l'aplicador. Per a la major part dels sistemes que es fan servir avui en dia, aquest límit supera els 7,5 m. Els sistemes de dues mànegues són generalment més barats de produir a causa d'un sistema de llançament més senzill. Aquests sistemes amb prou feines es veuen avui dia, ja que són menys eficients en la major part d'aplicacions. El seu principal avantatge és que permeten el llançament de partícules de gel més fines ja que la combinació tardana d'aire calent amb gel fred produeix menys sublimació a la mànega. Aquests sistemes permeten netejar superfícies més delicades com els semiconductors.
La primera màquina de sorrejat amb gel sec que es va comercialitzar va ser un sistema d'una sola mànega. Va ser desenvolupat per Cold Jet, LLC l'any 1986, i feia servir una sola mànega per llençar aire i gel sec. Els sorrejadors de gel sec d'una sola mànega comparteixen molts dels avantatges dels sistemes d'abrasió d'una mànega. Per evitar els perills potencials d'un augment de pressió a la tremuja, els sorrejadors de gel sec d'una sola mànega fan servir una vàlvula d'aire de cicle ràpid. El sistema d'una mànega pot fer servir una mànega més llarga que la seva contrapart de doble mànega sense que hi hagi una disminució important de pressió quan el gel surt de la mànega. La potència addicional comporta una més gran complexitat. Els sistemes d'una sola mànega es fan servir quan cal una neteja més agressiva. Això permet netejar brutícia més pesada i permet netejar la brutícia moderada més ràpidament.
El 2014, una empresa eslovaca, ICS Ice Cleaning Systems, va patentar un conjunt de corrons de trituració per reduir la mida de les partícules que surten de la pistola aplicadora. Això va permetre a l'operador controlar per primera vegada la mida de cada bala de gel sec. Des de l'estàndard internacional de 3 mm a 1,5 mm fins a una mida més petita si es desitja simplement prement un botó. Això permet aplicacions en superfícies més delicades sense danyar-les.
A més, es poden disparar aquestes fraccions més petites de bales de gel sec cap a múltiples superfícies amb diferents recobriments, composicions i textures, mentre es mitiguen els riscos de danyar les superfícies. Mentre que els intents anteriors d'aparells amb broquets fragmentadors no van ser del tot exitosos, aquests nous corrons de trituració van proporcionar una precisió i una eficiència com no s'havia aconseguit abans. El 2020, un empresari amb seu a Florida i fundador de la comunitat DryceNation, va començar a compartir aquest mètode que va ser immediatament ben rebut per la indústria d'automòbils de col·lecció. Els vídeos a les plataformes de xarxes socials van accelerar encara més aquest procés que va ser àmpliament acceptat el 2022.

## Usos

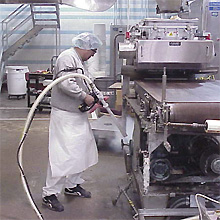
Sorrejat amb gel sec per netejar equips de fleca

El sorrejat amb gel sec s'utilitza en tot tipus d'indústries. Les propietats úniques del gel sec el converteixen en una solució de neteja ideal en entorns comercials i de fabricació.